# Thiazyltrifluorid
Thiazyltrifluorid ist eine chemische Verbindung aus der Gruppe der Fluoride.

## Gewinnung und Darstellung
Thiazyltrifluorid kann durch Reaktion von Tetraschwefeltetranitrid mit Silber(II)-fluorid gewonnen werden.
{\displaystyle \mathrm {S_{4}N_{4}+12\ AgF_{2}\longrightarrow 4\ SNF_{3}+12\ AgF} }
Es kann auch aus Ammoniak und Dischwefeldecafluorid dargestellt werden.

## Eigenschaften

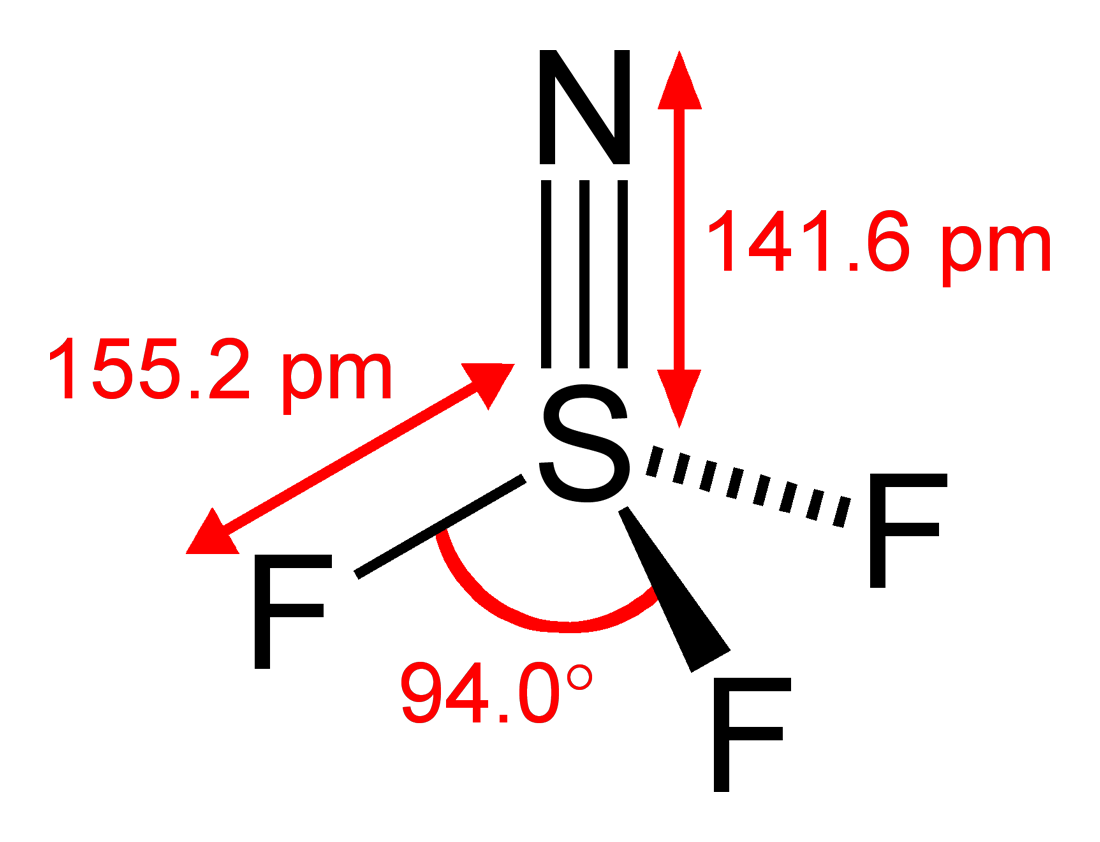
Bindungslängen und -winkel von Thiazyltrifluorid

Thiazyltrifluorid ist ein farbloses, thermisch stabiles, stechend riechendes Gas, das mit Wasser langsam hydrolysiert. Mit Natriumhydroxid reagiert es rasch zu Ammonium-, Fluor- und Sulfit-Ionen. Die Verbindung ist viel stabiler als Thiazylfluorid und reagiert bei Raumtemperatur nicht mit Ammoniak, selbst beim Erhitzen nicht mit Chlorwasserstoff und unterhalb von 400 °C auch nicht mit Natrium.